# Opius protractiterebra
Opius protractiterebra är en stekelart som beskrevs av Fischer 2001. Opius protractiterebra ingår i släktet Opius och familjen bracksteklar. Inga underarter finns listade i Catalogue of Life.